# Madge Blake
Madge Blake, nata Cummings (Kinsley, 31 maggio 1899 – Pasadena, 19 febbraio 1969), è stata un'attrice statunitense, divenuta famosa in particolar modo per il ruolo della zia Harriet Cooper nella serie TV Batman, trasmessa negli anni '60.

## Primi anni
Suo padre, Albert Cummings, era un ministro metodista e l'aveva scoraggiata dall'intraprendere la carriera di attrice. Per questo motivo, la Blake entrò tardi nel mondo dello spettacolo, iniziando con piccoli ruoli.

## La carriera di attrice
Oltre al suo storico ruolo nella serie Batman, la Blake interpretò anche Margaret Mondello, madre di Larry Mondello (impersonato da Rusty Stevens) nel telefilm Il carissimo Billy (1957), e la columnist Dora Bailey nel musical cinematografico Cantando sotto la pioggia (1952). Fu utilizzata come modello per una delle tre fate madrine ne La bella addormentata nel bosco (1959) di Walt Disney.
La Blake ricoprì anche il ruolo di Flora McMichael nella sitcom The Real McCoys, che negli anni '50 e '60 ebbe successo narrando le vicende di una tipica famiglia della Virginia dell'Ovest che si trasferisce in California.
Prima del ruolo nella serie Batman, apparve in un episodio de La famiglia Addams nel ruolo di Miss Comstock, preside della scuola dei figli degli Addams. Madge Blake apparve anche in un episodio di I Love Lucy del 1957 con George Reeves, divenuto famoso per il ruolo di Superman.
Ad un certo punto i produttori di Batman avevano deciso di eliminare il suo ruolo per ragioni ancora oggi sconosciute. Adam West, del quale era amica, si batté per il mantenimento della sua figura nel telefilm e riuscì a farle mantenere l'occupazione. Il giorno successivo, egli trovò nel proprio camerino una torta appena sfornata, un complimento che West ha sempre considerato come uno tra i migliori riconoscimenti mai avuti nel corso della sua carriera.

## Il declino della salute
Il suo precario stato di salute la costrinse a diradare le sue apparizioni nel ruolo di zia Harriet, venendo rimpiazzata dall'introduzione del personaggio di Batgirl nella terza ed ultima stagione di Batman, dove Madge Blake apparve in soli due episodi. L'attrice morì per un infarto all'età di sessantanove anni, non molto tempo dopo la fine della serie TV di Batman.
Venne sepolta nel Grand View Memorial Park Cemetery a Glendale (California).

## Filmografia parziale

### Cinema
- Due sorelle di Boston (Two Sisters from Boston), regia di Henry Koster (1946)
- La costola di Adamo (Adam's Rib), regia di George Cukor (1949)
- L'indossatrice (A Life of Her Own), regia di George Cukor (1950)
- Tra mezzanotte e l'alba (Between Midnight and Dawn), regia di Gordon Douglas (1950)
- M, regia di Joseph Losey (1951)
- Sciacalli nell'ombra (The Prowler), regia di Joseph Losey (1951)
- No Questions Asked, regia di Harold F. Kress (1951)
- Sogni ad occhi aperti (Queen for a Day), regia di Arthur Lubin (1951)
- Un americano a Parigi (An American in Paris), regia di Vincente Minnelli (1951)
- La danza proibita (Little Egypt), regia di Frederick de Cordova (1951)
- Il gatto milionario (Rhubarb), regia di Arthur Lubin (1951)
- Gli amori di Cristina (A Millionaire for Christy), regia di George Marshall (1951)
- Finders Keepers, regia di Frederick De Cordova (1952)
- Cantando sotto la pioggia (Singin' in the Rain), regia di Gene Kelly, Stanley Donen (1952)
- Gonne al vento (Skirts Ahoy!), regia di Sidney Lanfield (1952)
- Washington Story, regia di Robert Pirosh (1952)
- It Grows on Trees, regia di Arthur Lubin (1952)
- Something for the Birds, regia di Robert Wise (1952)
- L'amante di ferro (The Iron Mistress), regia di Gordon Douglas (1952)
- Il bruto e la bella (The Bad and the Beautiful), regia di Vincente Minnelli (1952)
- It Happens Every Thursday, regia di Joseph Pevney (1953)
- Spettacolo di varietà (The Band Wagon), regia di Vincente Minnelli (1953)
- Traversata pericolosa (Dangerous Crossing), regia di Joseph M. Newman (1953)
- 12 metri d'amore (The Long, Long Trailer), regia di Vincente Minnelli (1953)
- Rapsodia (Rhapsody), regia di Charles Vidor (1954)
- Fireman Save My Child, regia di Leslie Goodwins (1954)
- Brigadoon, regia di Vincente Minnelli (1954)
- Ricochet Romance, regia di Charles Lamont (1954)
- Athena e le sette sorelle (Athena), regia di Richard Thorpe (1954)
- Non è peccato (Ain't Misbehavin), regia di Edward Buzzell (1955)
- La guerra privata del maggiore Benson (The Private War of Major Benson), regia di Jerry Hopper (1955)
- È sempre bel tempo (It's Always Fair Weather), regia di Gene Kelly, Stanley Donen (1955)
- Il fidanzato di tutte (The Tender Trap), regia di Charles Walters (1955)
- Glory, regia di David Miller (1956)
- Mi dovrai uccidere! (Please Murder Me), regia di Peter Godfrey (1956)
- Una Cadillac tutta d'oro (The Solid Gold Cadillac), regia di Richard Quine (1956)
- Autostop (You Can't Run Away from It), regia di Dick Powell (1956)
- Il mio amico Kelly (Kelly and Me), regia di Robert Z. Leonard (1957)
- I pionieri del Wisconsin (All Mine to Give), regia di Allen Reisner (1957)
- La donna del destino (Designing Woman), regia di Vincente Minnelli (1957)
- Amami teneramente (Loving You), regia di Hal Kanter (1957)
- The Heart Is a Rebel, regia di Dick Ross (1958)
- Non mangiate le margherite (Please Don't Eat the Daisies), regia di Charles Walters (1960)
- Susanna agenzia squillo (Bells Are Ringing), regia di Vincente Minnelli (1960)
- Tre contro tutti (Sergeants 3), regia di John Sturges (1962)
- In cerca d'amore (Looking for Love), regia di Don Weis (1964)
- Joy in the Morning, regia di Alex Segal (1965)
- Guai con gli angeli (The Trouble with Angels), regia di Ida Lupino (1966)
- Questi pazzi agenti segreti (The Last of the Secret Agents?), regia di Norman Abbott (1966)
- Batman, regia di Leslie H. Martinson (1966)
- I ragazzi di Camp Siddons (Follow Me, Boys!), regia di Norman Tokar (1966)

### Televisione
- The Star and the Story – serie TV, episodio 2x15 (1956)
- Conflict – serie TV, episodio 1x06 (1956)
- General Electric Theater – serie TV, episodio 5x22 (1957)
- The Restless Gun – serie TV, episodio 1x15 (1957)
- Il tenente Ballinger (M Squad) – serie TV, episodio 1x05 (1957)
- Mr. Lucky – serie TV, episodio 1x02 (1959)
- Tightrope – serie TV, episodio 1x18 (1960)
- Scacco matto (Checkmate) – serie TV, episodio 1x13 (1960)
- The Lieutenant – serie TV, episodio 1x09 (1963)
- La legge di Burke (Burke's Law) – serie TV, episodio 2x17 (1965)
- Batman – serie TV, 96 episodi (1966-1967)